# Wereldkampioenschappen wielrennen 2014 - Ploegentijdrit vrouwen
De 3e editie van de ploegentijdrit voor vrouwen op de wereldkampioenschappen wielrennen werd gehouden op 21 september 2014. Het Amerikaanse team Specialized-lululemon won voor de derde keer op rij.

## Kwalificatie
De UCI stuurde uitnodigingen naar de top-25 in de UCI Road Women World Cup 2014-ranking van 15 augustus 2014. Alle teams die de uitnodiging tijdig accepteerden, mochten deelnemen aan de wedstrijd. Elk deelnemend team mocht negen rensters (met uitzondering van stagiaires) inschrijven, en moest zes rensters selecteren om deel daadwerkelijk deel te nemen.
Teams die de uitnodiging niet accepteerden staan hieronder cursief
Top-25 van 15 augustus 2014
| #  | Nat                          | Team                               |
| -- | ---------------------------- | ---------------------------------- |
| 1  | Vlag van Nederland           | Rabobank-Liv                       |
| 2  | Vlag van Nederland           | Boels Dolmans                      |
| 3  | Vlag van Australië           | Orica-AIS                          |
| 4  | Vlag van Nederland           | Giant-Shimano                      |
| 5  | Vlag van Verenigde Staten    | Specialized-lululemon              |
| 6  | Vlag van Verenigd Koninkrijk | Wiggle Honda                       |
| 7  | Vlag van Noorwegen           | Hitec Products                     |
| 8  | Vlag van Rusland             | RusVelo                            |
| 9  | Vlag van Italië              | Alé Cipollini                      |
| 10 | Vlag van Italië              | Astana BePink                      |
| 11 | Vlag van Mexico              | Estado de México-Faren             |
| 12 | Vlag van België              | Lotto-Belisol Ladies               |
| 13 | Vlag van Verenigde Staten    | UnitedHealthcare                   |
| 14 | Vlag van Verenigde Staten    | Optum p/b Kelly Benefit Strategies |
| 15 | Vlag van Italië              | Servetto Footon                    |
| 16 | Vlag van Zwitserland         | Bigla                              |
| 17 | Vlag van Slovenië            | BTC City Ljubljana                 |
| 18 | Vlag van Italië              | S.C. Michela Fanini Rox            |
| 19 | Vlag van Verenigde Staten    | TIBCO / To The Top                 |
| 20 | Vlag van Nederland           | Futurumshop.nl-Zannata             |
| 21 | Vlag van Frankrijk           | Poitou-Charentes.Futuroscope.86    |
| 22 | Vlag van Spanje              | Lointek                            |
| 23 | Vlag van Spanje              | Bizkaia-Durango                    |
| 24 | Vlag van België              | Topsport Vlaanderen-Pro-Duo        |
| 25 | Vlag van Italië              | Top Girls Fassa Bortolo            |

## Parcours
Het parcours voor de ploegentijdrit voor vrouwen was 36,15 kilometer lang. De tijdrit startte in het centrum van Ponferrada en passeerde La Martina, Posada del Bierzo, Carracedelo en Cacabelos alvorens terug te keren in Ponferrada. Het totale hoogteverschil bedroeg 198 meter. Een aantal kilometer voor de finish was er een klim met een hoogteverschil van meer dan 100 meter en een maximaal stijgingspercentage van 7%.

## Tijdschema
Alle tijden staan in Midden-Europese Tijd (UTC+1).
| Datum             | Tijd        | Evenement              |
| ----------------- | ----------- | ---------------------- |
| 21 september 2014 | 10:00–11:25 | Ploegentijdrit vrouwen |
| 21 september 2014 | 11:45       | Prijsuitreiking        |

## Prijzengeld
De UCI keerde prijzengeld uit aan de top-5. Het te verdelen prijzengeld bedroeg €25.664.
| Positie | 1e        | 2e       | 3e       | 4e       | 5e       | Totaal    |
| Bedrag  | €10.666,- | €6.666,- | €4.166,- | €2.500,- | €1.666,- | €25.664,- |

## Uitslag
| Plaats | Naam | Tijd    |
| ------ | --- | ------- |
| Goud   | Specialized-lululemon Chantal Blaak/Carmen Small/Trixi Worrack/Karol-Ann Canuel/Evelyn Stevens/Lisa Brennauer | 43'33"  |
| Zilver | Orica-AIS Emma Johansson/Jessie MacLean/Melissa Hoskins/Amanda Spratt/Valentina Scandolara/Annette Edmondson  | +1'17"  |
| Brons  | Astana-BePink Alison Tetrick/Susanna Zorzi/Simona Frapporti/Silvia Valsecchi/Doris Schweizer/Alena Amialiusik | +2'20"  |
| 4      | Optum p/b Kelly Benefit Strategies                                                                            | +2'26"  |
| 5      | Boels Dolmans                                                                                                 | z.t.    |
| 6      | UnitedHealthcare                                                                                              | +2'44"  |
| 7      | Bigla | +2'55"  |
| 8      | Giant-Shimano                                                                                                 | +3'45"  |
| 9      | Hitec Products                                                                                                | +4'01"  |
| 10     | RusVelo | +4'08"  |
| 11     | TIBCO / To The Top                                                                                            | +4'10"  |
| 12     | BTC City Ljubljana                                                                                            | +4'20"  |
| 13     | Topsport Vlaanderen-Pro-Duo                                                                                   | +5'46"  |
| 14     | Rabobank-Liv                                                                                                  | +10'05" |